# Calodexia mattoensis
Calodexia mattoensis är en tvåvingeart som först beskrevs av Townsend 1939.  Calodexia mattoensis ingår i släktet Calodexia och familjen parasitflugor. Inga underarter finns listade.